# Mitteldeutscher Floorballclub
Der Mitteldeutsche Floorballclub (Kurzform MFBC) e. V. ist ein Sportverein aus Leipzig. Die Herren- und Damen-Mannschaft spielen in der Floorball-Bundesliga.

## Geschichte
Der Mitteldeutsche Floorballclub wurde 2005 gegründet. Die Vereine SSC Leipzig, SV 1919 Grimma und Judoka Schkeuditz 2000 schlossen sich zum MFBC zusammen. Die Floorballabteilung des SSC Leipzigs war die erfolgreichste der drei Vereine. Bekannt als Unihockey-Löwen Leipzig wurde der SSC 1998 sowie 2000 bis 2002 Deutscher Meister. Zudem war das Team 1997, 1999, 2003 bis 2006 und 2009 Vizemeister. Als MFBC wurde man 2013 und 2019 Deutscher Meister sowie 2011, 2012, 2014, 2023 und 2025 Vizemeister. 
Auch die Damenmannschaft holte einige Erfolge ein. Meister wurden sie 2006, 2007 (in einer SG mit dem USV Saalebiber Halle), 2010, 2015, 2018 und 2025 und zudem von 2001 bis 2005 und 2023 wurden sie deutscher Vizemeister.

## Herren
Die 1. Herrenmannschaft spielt in der deutschen Floorball-Bundesliga. Ihre Heimspiele trägt sie dabei vorrangig in der Sporthalle am Rabet aus.

### Kader 2018/19
| Nr.      | Nat.      | Spieler           |        |
| Goalie   | Goalie    | Goalie            | Goalie |
| -------- | --------- | ----------------- | ------ |
| 1        | Deutscher | Pavel Lubentsov   |        |
| 98       | Deutscher | Markus Rosenthal  |        |
| 62       | Deutscher | Erik Freund       |        |
| Defender |           |                   |        |
| 5        | Deutscher | Jonas Damm        |        |
| 8        | Deutscher | Svenson Hoppe     |        |
| 10       | Deutscher | Mathias Böthgen   |        |
| 20       | Deutscher | Max Patzold       |        |
| 23       | Tscheche  | Torsten Harnisch  |        |
| 38       | Deutscher | Felix Linke       |        |
| 99       | Deutscher | Wenzel Flemming   |        |
| Forward  |           |                   |        |
| 2        | Deutscher | Ville Pousi       |        |
| 3        | Deutscher | Paul Kretzschmar  |        |
| 4        | Tscheche  | Stanislav Kanta   |        |
| 6        | Deutscher | Michael Kunert    |        |
| 7        | Finne     | Atte Ronkanen     |        |
| 44       | Finne     | Marc-Oliver Bothe |        |
| 16       | Finne     | Perry Saß         |        |
| 19       | Finne     | Marco Gühlke      |        |
| 21       | Finne     | Richard Opitz     |        |
| 29       | Finne     | Robert Ecke (C)   |        |
| 97       | Finne     | Erik Schuschwary  |        |

### Trainer- und Betreuerstab der Saison 2024/25
| Tommi Uosukainen | Cheftrainer |
| Erik Böthig      | Co-Trainer  |

| MediPlus | behandelnde Praxis |

### A-Nationalspieler
- Svenson Hoppe
- Iven Teßmann
- Mark-Oliver Bothe

## Damen
Die Damenmannschaft des MFBC spielt in der deutschen 1. Floorball-Bundesliga. Ihre Heimspiele trägt sie dabei vorrangig in der Sporthalle am Rabet oder der Brüderhalle Leipzig aus.

### Kader 2018/19
| Nr.      | Nat.      | Spieler             |        |
| Goalie   | Goalie    | Goalie              | Goalie |
| -------- | --------- | ------------------- | ------ |
| 1        | Deutscher | Julia Lucia Bran    |        |
| 50       | Deutscher | Jean Fischer        |        |
| Defender |           |                     |        |
| 16       | Tscheche  | Sarah Hecht         |        |
| 17       | Deutscher | Daniela Kolbe       |        |
| 21       | Tscheche  | Lisa Glaß           |        |
| 22       | Deutscher | Stefanie Reinhardt  |        |
| 24       | Deutscher | Lisabeth Klaus      |        |
| Forward  |           |                     |        |
| 2        | Deutscher | Jasmin Maudrich     |        |
| 3        | Deutscher | Alexandra Kuerth    |        |
| 4        | Tscheche  | Sabine Wagner (C)   |        |
| 6        | Deutscher | Tessa Böttger       |        |
| 7        | Finne     | Hannah Götze        |        |
| 8        | Finne     | Lena-Marie Lübker   |        |
| 9        | Finne     | Charlotte Rüssel    |        |
| 25       | Finne     | Anne-Marie Mietz    |        |
| 30       | Finne     | Wibke Richter       |        |
| 33       | Finne     | Emily Louisa Berger |        |
| 44       | Finne     | Elena Böttrich      |        |

### Trainer- und Betreuerstab der Saison 2024/25
| Svenson Hoppe     | Cheftrainer |
| Mark-Oliver Bothe | Co-Trainer  |

| MediPlus | behandelnde Praxis |

### A-Nationalspielerinnen
- Nathalie Berger

### U19-Nationalspielerinnen
- Svenja Klingner
- Linda Schanz

## Weitere Teams

### 2. Herren
Die 2. Herrenmannschaft und Anschlusskader der Bundesliga-Mannschaft spielt unter den Namen MFBC Schkeuditz in der Saison 2018/19 in der Regionalliga Ost. Dabei belegt man nach der regulären Saison den 6. Platz.

### 3. Herren
Die 3. Herrenmannschaft spielt unter den Namen MFBC Leipzig/Schkeuditz in der Saison 2018/19 in der Verbandsliga Ost Staffel 2. Dabei belegt man nach der regulären Saison den 6. Platz.

### Kleinfeld
Im Herrenbereich treten in der Regionalliga Ost zwei Mannschaften an: MFBC Leipzig und Schakale Schkeuditz. Sowohl in der regulären Saison 2018/19 als auch in den Play-offs konnte Leipzig dabei Erster und Schkeuditz Zweiter werden. Bei der Kleinfeld DM 2019 wurde Leipzig Vierter und die Schakale konnten sich im Finale gegen TSV Tollwut Ebersgöns mit 9:8 durchsetzen.
Im Damenbereich treten ebenfalls in der Regionalliga Ost zwei Mannschaften an: MFBC Grimma und MFBC Leipzig. In der regulären Saison 2018/19 wurde Grimma Erster und Leipzig errang den 5. Platz. In den Play-offs verlor Grimma allerdings zweimal und wurde somit nur Vierter.

### Junioren
Der MFBC stellt 10 Jugendmannschaften im Floorballbereich. Die U11 und U13 sollen zum Erlernen des Sportes beitragen, um im Bereich der U15 auf die Regionalliga-Mannschaft (U17) vorzubereiten.
Aktuell haben sich die U13, U15w, U15m sowie die U17 für die entsprechenden Playoffs qualifiziert.

## Sponsoren und Ausrüster
Der offizielle Vereinsausrüster ist der Floorball-Shop EXE Sport. Dabei spielen die Spitzenteams mit der Ausrüstung der Marke Oxdog. Hinzu kommen lokale Unternehmen.